# Véronique Müller
Véronique Müller (Murten, 9 februari 1948) is een Zwitsers zangeres.

## Biografie
Müller was aanvankelijk secretaresse alvorens ze haar geluk zou zoeken in de muziekindustrie. In 1972 neemt ze deel aan de Zwitserse preselectie voor het Eurovisiesongfestival. Met het nummer C'est la chanson de mon amour won ze de finale, waardoor ze Zwitserland mocht vertegenwoordigen op het Eurovisiesongfestival 1972, dat gehouden werd in Edinburgh. Ze eindigde als achtste. Ze zou nadien nooit doorbreken bij het grote publiek. In 1980 schreef ze nog mee aan Cinéma, het nummer waarmee Paola del Medico deelnam aan het Eurovisiesongfestival.
Müller was een tijd lang getrouwd met journalist Guido Baumann, en leeft momenteel wederom in haar geboortestad Murten, waar ze talentenjachten voor de jeugd organiseert.
1956: Lys Assia + Lys Assia · 
1957: Lys Assia · 
1958: Lys Assia · 
1959: Christa Williams · 
1960: Anita Traversi · 
1961: Franca di Rienzo · 
1962: Jean Philippe · 
1963: Esther Ofarim · 
1964: Anita Traversi · 
1965: Yovanna · 
1966: Madeleine Pascal · 
1967: Géraldine · 
1968: Gianni Mascolo · 
1969: Paola · 
1970: Henri Dès · 
1971: Peter, Sue & Marc · 
1972: Véronique Müller · 
1973: Patrick Juvet · 
1974: Piera Martell · 
1975: Simone Drexel · 
1976: Peter, Sue & Marc · 
1977: Pepe Lienhard Band · 
1978: Carole Vinci · 
1979: Peter, Sue & Marc & Pfuri, Gorps & Kniri · 
1980: Paola · 
1981: Peter, Sue & Marc · 
1982: Arlette Zola · 
1983: Mariella Farré · 
1984: Rainy Day · 
1985: Mariella Farré & Pino Gasparini · 
1986: Daniela Simmons · 
1987: Carol Rich · 
1988: Céline Dion · 
1989: Furbaz · 
1990: Egon Egemann · 
1991: Sandra Simó · 
1992: Daisy Auvray · 
1993: Annie Cotton · 
1994: Duilio · 
1996: Kathy Leander · 
1997: Barbara Berta · 
1998: Gunvor · 
2000: Jane Bogaert · 
2002: Francine Jordi · 
2004: Piero Esteriore & The MusicStars · 
2005: Vanilla Ninja · 
2006: Six4one · 
2007: DJ BoBo · 
2008: Paolo Meneguzzi · 
2009: Lovebugs · 
2010: Michael von der Heide · 
2011: Anna Rossinelli · 
2012: Sinplus · 
2013: Takasa · 
2014: Sebalter · 
2015: Mélanie René · 
2016: Rykka · 
2017: Timebelle · 
2018: ZiBBZ · 
2019: Luca Hänni · 
2021: Gjon's Tears · 
2022: Marius Bear · 
2023: Remo Forrer · 
2024: Nemo · 
2025: Zoë Më
- Bibliothèque nationale de France: cb14770665m (data)
- Gemeinsame Normdatei: 1089605439
- International Standard Name Identifier: 0000 0004 3695 7314
- MusicBrainz: 1b818117-8f64-486d-9749-74d523a3db28
- Virtual International Authority File: 310669933
- WorldCat: E39PBJt8kbXRkvrfqR9Tr8PJDq